# Massimo Dell'Acqua
Massimo Dell'Acqua (Como, 6 settembre 1979) è un ex tennista italiano.

## Biografia
Dell'Acqua è originario di Como e si è formato al Centro Tecnico Nazionale prima di diventare professionista nel 1999.
La sua prima apparizione nel tabellone principale dell'ATP Tour è arrivata a Copenaghen nel 2003, quando ha perso contro Marc Rosset al primo turno. Nel 2004 ha partecipato a tornei a Dubai, Barcellona e in particolare al Rome Masters. A Roma ha perso un incontro ravvicinato con il numero 11 del mondo Nicolás Massú, che è andato per 3 ore e 20 minuti. Non è stato fino a s-Hertogenbosch nel 2008 che ha giocato di nuovo in un torneo ATP Tour. Dopo aver superato le qualifiche, Dell'Acqua ha battuto Fabio Fognini al primo turno, poi ha perso contro David Ferrer. 
Durante la sua carriera ha preso parte alle qualificazioni di tutti e quattro i tornei del Grande Slam. 

### Challenger
A livello Challenger ha vinto il titolo a Bristol nel 2003 e nello stesso anno ha vinto su Andy Murray a Nottingham. Al Recanati Challenger 2004 vinse il titolo di doppio con Uros Vico e nel singolare batté Jo-Wilfried Tsonga in semifinale. Ha anche vinto Challenger su Félix Mantilla e Gilles Simon, entrambi al Prostějov Challenger nel 2005.